# Марк Лициний Крас Скрибониан
Марк Лициний Крас Скрибониан (на латински: Marcus Licinius Crassus Scribonianus) е сенатор на Римската република от римския род Лицинии.

## Биография
Той е третият син на Марк Лициний Крас Фруги (консул 27 г.) и на Скрибония, дъщеря на Луций Скрибоний Либон (консул 16 г.) от род Скрибонии и на Корнелия Помпея. По майчина линия той е праправнук на Помпей Велики. Брат е на Марк Лициний Крас Фруги (консул 64 г.), Гней Помпей Магн (зет на Клавдий) и на Луций Калпурний Пизон Фруги Лициниан (69 г. осиновен от император Галба).
През 68 – 69 г. той не одобрява предложението на генерал Марк Антоний Прим да стане император.